# Smak Jabłka
Smak Jabłka – polski zespół muzyczny z nurtu piosenki studenckiej (tzw. kraina łagodności) i poezji śpiewanej, powstały w 1990 roku w Piotrkowie Trybunalskim. Największym przebojem grupy jest piosenka pt. Wiara.

## Historia
Zespół powstał z inicjatywy poety i muzyka Jarosława Dębnego (śpiew, gitara), który zaprosił do współpracy: Mariolę Marczak (obecnie Maria Jakubczak; śpiew) i Marcina Grabarę (śpiew). Taki był pierwszy skład grupy, śpiewający wówczas piosenki własnego autorstwa do tekstów Dębnego, a także wierszy Haliny Poświatowskiej, Bolesława Leśmiana i in. Przez kilka lat członkowie Smaku Jabłka korzystali ze świetlicy mieszczącego się przy Fabryce Maszyn Górniczych PIOMA Zespołu Szkół Ponadgimnazjalnych nr 2 w Piotrkowie Trybunalskim. Było to miejsce prób oraz regularnych występów zespołu (autorką oprawy plastycznej tych koncertów była Małgorzata Karpińska). Sceniczny debiut miał miejsce 5 listopada 1990 roku (między piosenkami wiersze czytał Robert Gusta – m.in. autorstwa Leopolda Staffa). Po pewnym czasie dołączyła Katarzyna Jarszak (śpiew i kompozycje), następnie odszedł Garbara i dołączył Tomasz Rorbach (gitara basowa, śpiew i kompozycje). Zespołem od strony słowno-muzycznej opiekowali się Jacek Bykowski (nieformalny menedżer i opiekun literacki, wówczas nauczyciel w ZSP nr 2) i Andrzej Góral (aranżer). W maju 1993 roku zespół wziął udział w imprezie „Juvenaliowe Spotkania z Piosenką”. Wówczas Smak Jabłka tworzyli: Katarzyna Jarszak (śpiew), Mariola Marczak (śpiew, marakasy), Monika Stępień (instrumenty klawiszowe) i Tomasz Rorbach (gitara basowa, śpiew). Jesienią 1993 roku wraz z odejściem Dębnego, za namową Bykowskiego do zespołu dołączył Paweł Małolepszy (śpiew, gitara; równolegle Grzmiąca Półlitrówa), autor sztandarowych piosenek grupy: Wiara, Żyje się raz, Ty ziemio, Łąka, Dwoje nas, Małe miasto, Niewidzialne listy, czy Blues o największym. Po odejściu Moniki Stępień, zespół działał w składzie czteroosobowym. W ciągu kilku miesięcy Smak Jabłka stał się znanym zespołem w całym kraju za sprawą pieśni pt. Wiara, dzięki której był nagradzany i wyróżniany (niejednokrotnie zwyciężał) na wszystkich festiwalach w których brał udział. 
- 1993 - zwycięstwo w przeglądach piosenki turystycznej w Tomaszowie Mazowieckim i Bełchatowie[2].
- 1994 - wyróżnienie zdobyte na  Ogólnopolskim Festiwalu Piosenki Studenckiej "Łykend" we Wrocławiu, I miejsce na Yapie w Łodzi (ex aequo z zespołem 4 Pory RoQ)[6][7] oraz zwycięstwo w Inowrocławiu. Wiara, Blues o największym i Łąka zostały nominowane do tytułu "Rajdowej Piosenki Roku" na Bazunie. II miejsce na Studenckim Festiwalu Piosenki w Krakowie, II miejsce na  Ogólnopolskim Przeglądzie Piosenki Turystycznej "Tartak" w Warszawie, wyróżnienie zdobyte na wrocławskim "Łykendzie", nagroda dziennikarzy na festiwalu Żakeria w Lublinie za piosenki Żyje się raz i Wiara[6].
- 1995 - I miejsce na Yapie, nagroda publiczności na Łykendzie, Wiara zostaje oficjalnym hymnem "Tartaku"[6].

Od kwietnia do października 1995 roku, w domowym studiu nagraniowym "Dalma-Studio" Wojciecha Czemplika (Stare Dobre Małżeństwo) w Ostrowie Wielkopolskim zespół nagrywał kasetę pt. Dedykacje (1996). Wśród 14 kompozycji znalazły się tak znane w środowisku studenckim piosenki, jak: Wiara, Łąka, Blues o największym, czy Żyje się raz. W sesji nagraniowej wzięli udział także inni muzycy SDM, a mianowicie: Roman Ziobro (bas w utworze Pociągi oraz pianino i bas w utworze Tyle słów) i Krzysztof Myszkowski (śpiew w utworze Wiara). W kwietniu 1998 roku odeszła Mariola Marczak, którą zastąpiła Magdalena Kociołek (śpiew). Ponadto do grupy dołączył gitarzysta Michał Makagon. Z końcem 2000 roku Smak Jabłka jednak kończy swoją działalność. W 2013 roku zespół reaktywował się w nowym składzie, który tworzyli: Katarzyna Jarszak (śpiew), Krzysztof Dobrzalski (fortepian) i Cezary Magiera (gitara). Wówczas grupa zaprezentowała nowy, odmienny stylistycznie repertuar słowno-muzyczny. Latem zagrała kilka kameralnych recitali, zaś w listopadzie zdobyła I nagrodę na II Ogólnopolskim Festiwalu Piosenki Poetyckiej i Turystycznej "Przy Kominku". 26 stycznia 2014 Jerzy Krużel w 247 odcinku autorskiej audycji Magazyn Piosenki Studenckiej Mikroklimat na antenie Polskiego Radia Rzeszów wyemitował wywiad z K. Jarszak i K. Dobrzalskim w którym artyści opowiadali o planach zespołu, który wkrótce potem zamilkł na kilka lat. 8 listopada 2019 roku w Miejskim Ośrodku Kultury w Piotrkowie Trybunalskim odbył się koncert "Smak Jabłka i Przyjaciele" (bilety zostały wyprzedane na tydzień przed koncertem). Prowadzącymi imprezę byli: Robert Gusta i Jacek Bykowski. Z dawnego składu zespołu na scenie pojawili się: Maria Jakubczak, Katarzyna Jarszak i Paweł Małolepszy (Tomasz Rorbach nie mógł uczestniczyć w wydarzeniu). W koncercie wzięli udział również artyści, którzy z zespołem współpracowali, bądź spotykali się na scenie: Sylwester Szweda oraz grupy: Przeznaczenie, BezNut i Przedświt. Niektórzy muzycy z tych zespołów wspomagali Smak Jabłka na scenie. Były też muzyczno-pokoleniowe niespodzianki: na scenie wystąpiły dzieci Marii Jakubczak: Julia, Kuba i Piotr Jakubczakowie oraz Aleksandra Bykowska, córka jednego z prowadzących koncert.

## Dyskografia

### Albumy
- 1995: Dedykacje (MC, Dalmafon)[2]

### Kompilacje
- 1993: Yapa'93. Konkurs (MC): Wiara[11]
- 1993: 13 Ogólnopolski Festiwal Piosenki Studenckiej - Tartak '93 - cz.3 (MC, SDM): Wiara[12][13]
- 1997: Yapa'97 (MC, Dalmafon): Żyje się raz[14]
- 1999: Yapa – Turystyczne Przeboje. Część 1 (CD, Dalmafon): Wiara[14]
- 2001: Yapa – Turystyczne Przeboje. Część 2 (CD, Dalmafon): 33 zawody[14]
- 2005: YAPA 1+2 – Turystyczne przeboje (2 CD, Warner Music Poland): Wiara, 33 zawody[15][16]